# Naser Orić
Naser Orić (Potočari, 3 de març del 1967), va ser un oficial militar bosnià que comandava l'Exèrcit de la República de Bòsnia i Hercegovina a l'enclavament de Srebrenica a la Bòsnia oriental durant la guerra de Bòsnia (1992-1995).
El 2006 fou declarat culpable de crims de guerra el Tribunal Penal Internacional per a l'antiga Iugoslàvia (ICTY) a La Haia per no evitar les morts de 5 i el maltractament d'11 detinguts serbis bosnians durant el període que va de finals del 1992 a principis del 1993. Va ser absolt de les acusacions de causar danys a les infraestructures civils més enllà de les necessitats militars.